# Большеухая пищуха
Большеу́хая пищу́ха (лат. Ochotona macrotis) — вид млекопитающих семейства Ochotonidae.

## Описание
У большеухой пищухи буровато-серый мех с охристым оттенком. Лоб, щёки и область плеч имеют красноватый оттенок, который более заметен летом. Нижняя часть тела серовато-белая. Все четыре ноги примерно одинаковой длины, а ступни, включая подошвы, покрыты мехом. Большеухая пищуха имеет длину от 15 до 20,4 см.

## Ареал
Встречается в горных районах Афганистана, Китая, Индии, Казахстана, Кыргызстана, Непала, Пакистана и Таджикистана, где гнездится среди валунов и осыпей.

## Биология
Большеухая пищуха территориальна, взрослые пары занимают эксклюзивную территорию. В разных частях ареала они встречаются с плотностью от 6 до 18 особей на гектар. Они являются добычей различных хищных млекопитающих и хищных птиц.
Болшеухая пищуха является травоядным животным и ведёт дневной образ жизни. Питается травой и другой растительностью, ветками, лишайниками и мхами. Некоторые популяции делают в своих норах запасы «сена» из сухих трав, чтобы пережить зиму, когда свежей зелени не хватает. Обычно бывает два помёта в год, в каждом по два-три детёныша. Срок беременности составляет примерно 30 дней. Молодые особи достигают зрелости к следующему сезону размножения, и продолжительность жизни этого вида составляет около трёх лет.

## Статус
Хотя численность популяции большеухой пищухи неизвестна, она имеет обширный ареал. Никаких особых угроз выявлено не было, поэтому МСОП в красном списке угрожаемых видов перечисляет их как «вызывающие наименьшие опасения».